# Zapovjedna satnija GOMBR
Zapovjedna satnija GOMBR je satnija gardijske oklopno mehanizirane brigade čija je osnovna zadaća pružanje potpore Zapovjedništvu brigade.
Za kontinuirano i nesmetano funkcioniranje Zapovjedništva GOMBR-a zadužen je Logistički vod Zapovjedne satnije te njezin servis vozila i Poštanska desetina. Pružanje pravodobne i adekvatne zaštite u slučaju nuklearne, biološke i kemijske ugroze zadaća je Voda za NBKO zaštitu. Osim što osposobljavaju djelatnike za samostalnu provedbu zadaća iz područja NBKO zaštite djelatnici tog voda obučavaju i pripadnike postrojbe koji se pripremaju za odlazak u mirovne operacije.

Strukovnu obuku djelatnici NBKO provode u Dugom Selu, u Bojni za NBKO HKoV-a. Desetina se sastoji od iskusnih dočasnika koji su praksu, iskustvo i znanje stjecali u Domovinskom ratu.

Novost u ustroju Zapovjedne satnije predstavlja Tim prednjih zračnih kontrolora odnosno taktička grupa za zračnu kontrolu. Tim je u razvoju, a od iznimnog je značenja u modernom asimetričnom ratovanju. 